# Phorbas tokushima
Phorbas tokushima är en svampdjursart som först beskrevs av Tanita 1970.  Phorbas tokushima ingår i släktet Phorbas och familjen Hymedesmiidae. Inga underarter finns listade i Catalogue of Life.